# Байкальський нейтринний телескоп

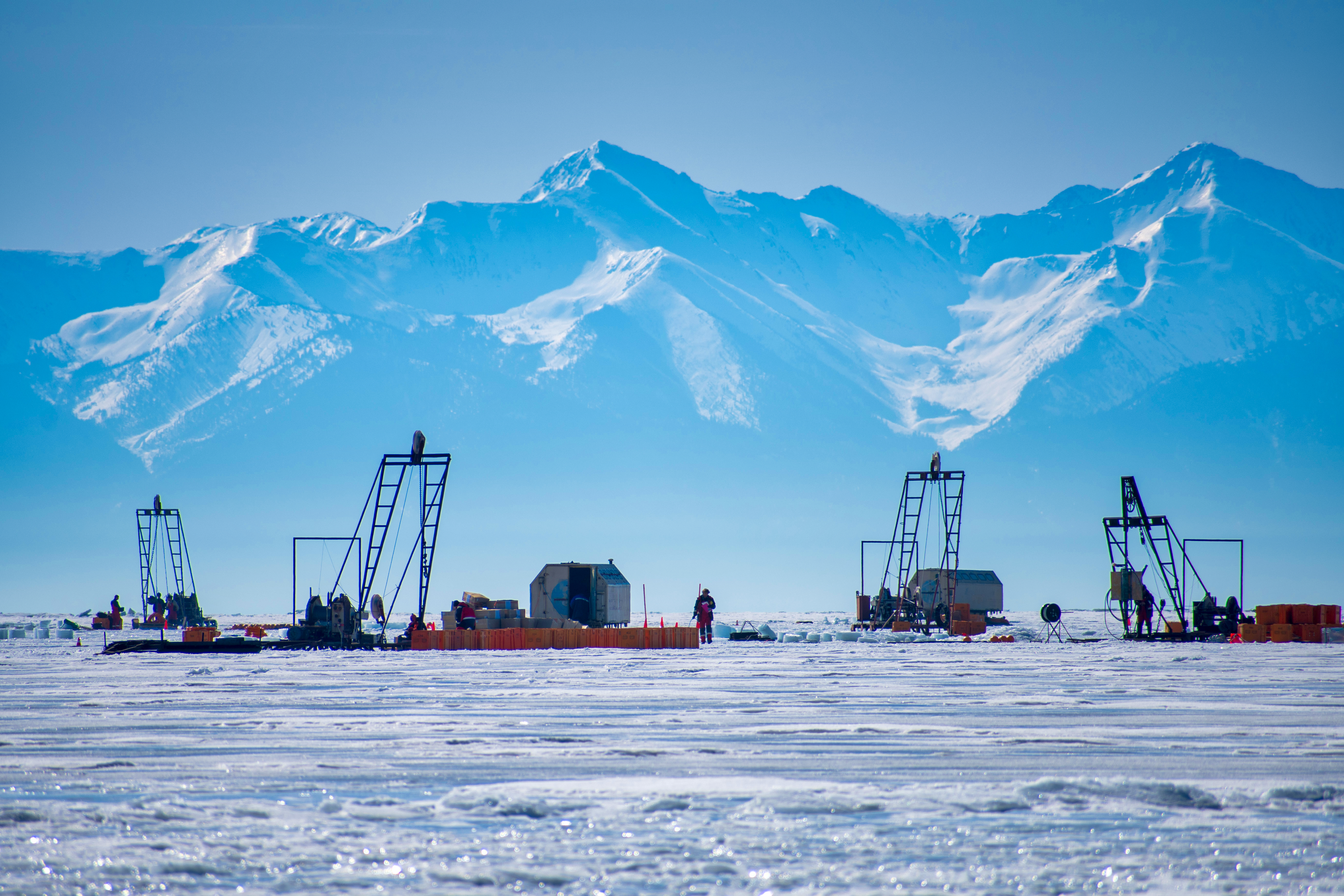
Будівництво телескопа на вкритому льодом Байкалі

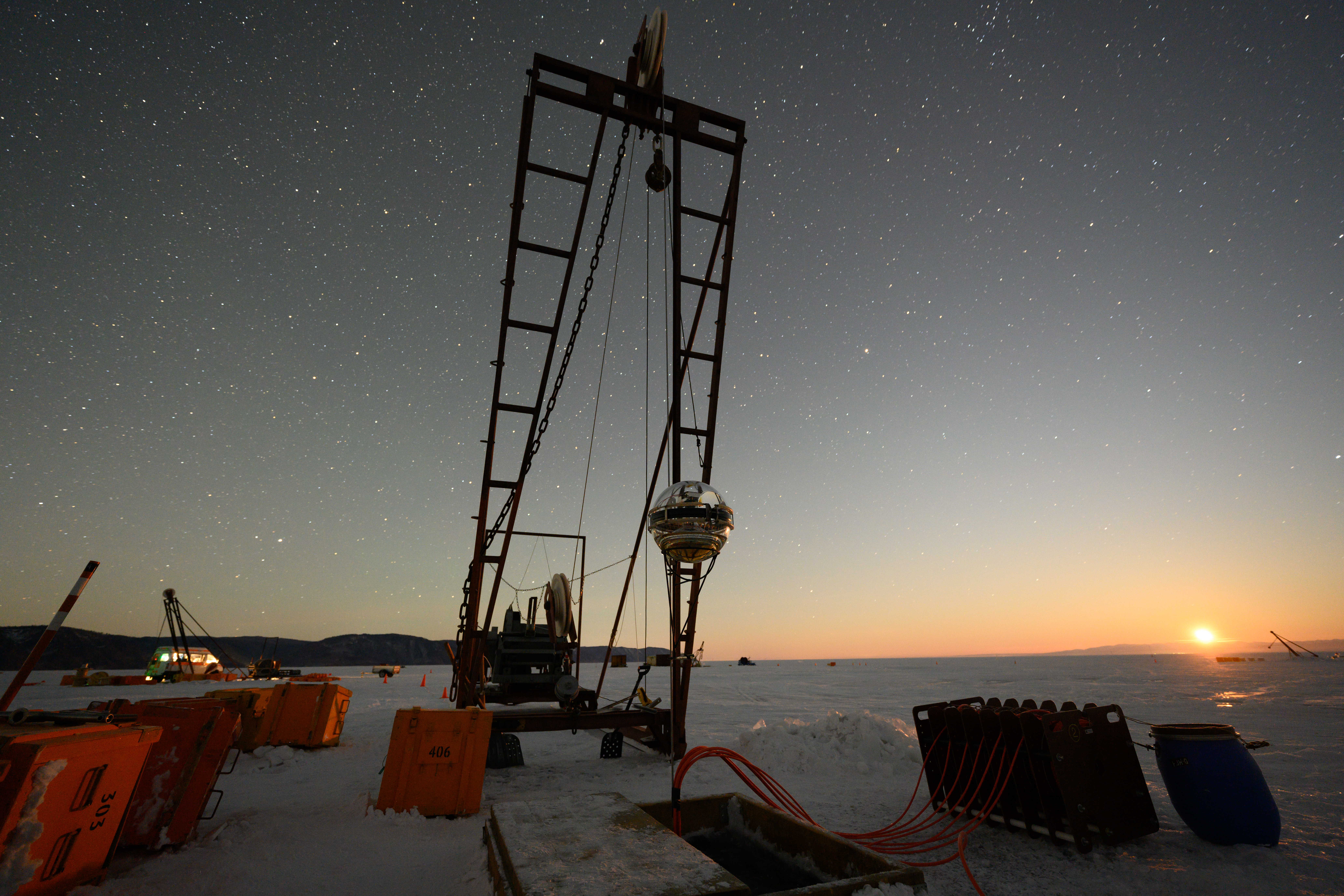
Один з оптичних модулів телескопа, готовий до занурення у воду

Байкальський нейтринний телескоп (рос. Байкальский нейтринный телескоп, англ. Baikal Gigaton Volume Detector, Baikal-GVD) — нейтринна обсерваторія, що знаходиться на дні озера Байкал. Телескоп почав детектувати нейтрино з 1993 року, а з 2021 року запрацював на повну потужність. Має об'єм, порівнянний з найбільшим у світі нейтринним детектором IceCube. Разом з IceCube, ANTARES і KM3NeT входить до Глобальної нейтринної мережі як найважливіший її елемент в Північній півкулі.

## Учасники проєкту
Обсерваторію використовує колаборація «Байкал», яка включає наступні наукові установи:
- Інститут ядерних досліджень РАН,
- Об'єднаний інститут ядерних досліджень,
- Іркутський державний університет,
- Московський державний університет імені М. В. Ломоносова,
- Нижегородський державний технічний університет[ru],
- Санкт-Петербурзький державний морський технічний університет[ru],
- Компанію Evologic (Німеччина),
- Институт ядерной физики Академии наук Чехии[en] ,
- Інститут експериментальної та прикладної фізики Празького університету,
- Братиславський університет.

## Обладнання
Установка має модульний характер, що дозволило вводити її до ладу поступово, в кілька етапів. На 2008 рік працювало 11 гірлянд, проєктна потужність телескопа 1 Гт, що відповідає об'єму 1 км3.

## Історія

### Передісторія
Ідею використовувати для детектування нейтрино з черенківського випромінювання глибокі природні водоймища висунув у 1960 році Мойсей Марков. 1980 року Олександр Чудаков запропонував Байкал таким водоймищем. 1 жовтня того ж року при Інституті ядерних досліджень Академії наук СРСР було засновано очолювану Григорієм Домогацьким лабораторію нейтринної астрофізики високих енергій, яка у 1981 році розпочала роботу з підводними детекторами. У 1984 році була випробувана установка «Гірлянда-84» з 12 детекторів, що послужила прототипом для майбутніх телескопів.

### Перший етап будівництва
У 1993 році були занурені перші три гірлянди майбутнього нейтринного телескопа, які того ж року детектували перші два нейтрино. Ця частина телескопа носила назву НТ-36 і складалась з 36 оптичних модулів на 3 коротких тросах. Вона приймала дані до березня 1995 року. НТ-72 працював у 1995—1996 роках, потім він був замінений на чотиригірляндний масив НТ-96. За 700 днів роботи на НТ-36, НТ-72 і НТ-96 було зібрано 320 000 000 мюонних подій.
Починаючи з квітня 1997 року дані приймав НТ-144, масив з шести гірлянд. Повний масив НТ-200 був завершений у квітні 1998 року. Він мав робочий об'єм 100 тис. м³ і складався з восьми 72-метрових гірлянд зі 192 детекторів на глибині понад 1 км, ставши першою чергою Байкальського нейтринного телескопа.
У 2004—2005 роках він був оновлений до НТ-200+ з трьома додатковими гірляндами навколо НТ-200 на відстані 100 метрів, кожна з 12 оптичними модулями.

### Другий етап будівництва
До 2010 року було завершено проєктування другої черги телескопа. Перша черга з 3 гірлянд була введена в дію в квітні 2013 року. У квітні 2015 року почав роботу перший демонстраційний кластер «Дубна» оновленого телескопа зі 192 детекторами на восьми 345-метрових гірляндах на глибині до 1276 м. З 2016 року будується телескоп об'ємом 1 кубічний кілометр, NT-1000 або Baikal-GVD (або просто GVD, Gigaton Volume Detector). У 2016—2018 роках було розміщено перші три базові кластери телескопа (по одному щороку). У квітні 2019 року було запущено ще два кластери, всього їх стало 5. У квітні 2020 року було змонтовано ще два кластери, шостий та сьомий. Останній, восьмий кластер був встановлений в 2021, робочий об'єм телескопа досяг 0,4 км3. Планується подальше розширення телескопа буде продовжено, до 2030 число кластерів має досягти 27, а робочий об'єм планують з часом збільшити до 1 км3.

## Результати
Байкальський нейтринний телескоп використовується для дослідження астрофізичних явищ. Були опубліковані результати пошуку реліктової темної матерії на Сонці, мюонів високої енергії і нейтрино.